# Żora Korolyov
Żora Korolyov, Żora Korolow, właśc. Heorhij Korolow (ukr. Георгій Корольов, ros. Георгий Королёв; ur. 6 października 1987 w Odessie, zm. 21 grudnia 2021 w Warszawie) – ukraińsko-polski tancerz, choreograf, przedsiębiorca i aktor.

## Życiorys
Był synem stewardesy i zawodowego piłkarza. Był magistrem z zarządzania i marketingu, ukończył Warszawską Wyższą Szkołę Zarządzania. Był też absolwentem Narodowego Uniwersytetu Wychowania Fizycznego i Sportu Ukrainy na kierunku „choreografia i taniec”.
Tańczył od ósmego roku życia. W młodości łączył taniec towarzyski z piłką nożną, trenując i grając w odeskiej szkole piłkarskiej SKA-Odessa. Mając 9 lat, zdobył tytuł mistrza Ukrainy juniorów w stylu latynoamerykańskim, standardowym w kombinacji 10 tańców. Później jeszcze dwukrotnie obronił tytuły. Zawodowo tańczył z Inessą Tanową (1999), Weroniką Burtową (2000) i Aleksandrą Kniżko (2001). W wieku 15 lat wyjechał do Niemiec, gdzie tańczył z Iną Angermüller (2002). Zajął z nią pierwsze miejsce na turnieju Vienna Open, a także zdobył tytuł wicemistrza Niemiec w tańcach standardowych. Po przeprowadzce do Polski w 2003 tańczył z Martą Sztobryn (2003–2005), z którą zdobył tytuł młodzieżowego Mistrza Polski i reprezentował Polskę na mistrzostwach świata, a także został wicemistrzem Polski w kategorii par dorosłych. Następnie, w latach 2005–2006 tańczył z Izabelą Janachowską, z którą dotarł do półfinałów mistrzostw świata, finału Mistrzostw Europy Środkowej i dwukrotnie do finału Mistrzostw Unii Europejskiej. Jego partnerką taneczną w latach 2006–2008 była Blanka Winiarska. Reprezentował najwyższą, międzynarodową klasę „S” w tańcach latynoamerykańskich i standardowych.
W latach 2007–2008 był trenerem tańca w programie rozrywkowym Taniec z gwiazdami (później znanym jako Dancing with the Stars. Taniec z gwiazdami). Występował w edycjach od piątej do siódmej w telewizji TVN i od szóstej do ósmej w telewizji Polsat, a jego partnerkami tanecznymi były piosenkarki Kasia Cerekwicka i Isis Gee, prezenterka pogody Agnieszka Cegielska, Karolina Gorczyca, Dominika Gwit i Martyna Kupczyk.
W latach 2007–2008 grał Anatolija Romanowa w kilku odcinkach serialu TVP2 Egzamin z życia, a w latach 2007–2009 odgrywał rolę Saszy Iwanowa w serialu Polsatu Tylko miłość.
W 2008 uczestniczył w programie rozrywkowym Polsatu Jak oni śpiewają oraz wystąpił epizodycznie w filmie Kochaj i tańcz i serialu TVN Niania. W 2011 zagrał Roberta w jednym z odcinków serialu TVP1 Ojciec Mateusz.
W 2015 wystąpił jako instruktor salsy w krótkometrażowym filmie Słowik. W latach 2016–2017 występował w charakterze trenera tańca w programie Polsatu Dancing with the Stars. Taniec z gwiazdami, w którym partnerował aktorkom Karolinie Gorczycy i Dominice Gwit oraz architektce Martynie Kupczyk.
Był założycielem Akademii Artystycznej „Arte” Żora Korolyov w Warszawie, a także licencjonowanym menedżerem FIFA i agentem piłkarskim.
| Programy formatu Dancing with the Stars z udziałem Żory Korolyova | Programy formatu Dancing with the Stars z udziałem Żory Korolyova | Programy formatu Dancing with the Stars z udziałem Żory Korolyova | Programy formatu Dancing with the Stars z udziałem Żory Korolyova | Programy formatu Dancing with the Stars z udziałem Żory Korolyova | Programy formatu Dancing with the Stars z udziałem Żory Korolyova | Programy formatu Dancing with the Stars z udziałem Żory Korolyova |
| Rok                                                               | Program                                                           | Stacja                                                            | Edycja                                                            | Partnerka                                                         | Wynik                                                             |                                                                   |
| ----------------------------------------------------------------- | ----------------------------------------------------------------- | ----------------------------------------------------------------- | ----------------------------------------------------------------- | ----------------------------------------------------------------- | ----------------------------------------------------------------- | ----------------------------------------------------------------- |
| 2007                                                              | Taniec z gwiazdami                                                | TVN                                                               | Piąta                                                             | Kasia Cerekwicka                                                  | 4. miejsce                                                        |                                                                   |
| 2007                                                              | Taniec z gwiazdami                                                | TVN                                                               | Szósta                                                            | Isis Gee                                                          | 5. miejsce                                                        |                                                                   |
| 2008                                                              | Taniec z gwiazdami                                                | TVN                                                               | Siódma                                                            | Agnieszka Cegielska                                               | 13. miejsce                                                       |                                                                   |
| 2016                                                              | Dancing with the Stars. Taniec z gwiazdami                        | Polsat                                                            | Szósta                                                            | Karolina Gorczyca                                                 | 10. miejsce                                                       |                                                                   |
| 2017                                                              | Dancing with the Stars. Taniec z gwiazdami                        | Polsat                                                            | Siódma                                                            | Dominika Gwit                                                     | 4. miejsce                                                        |                                                                   |
| 2018                                                              | Dancing with the Stars. Taniec z gwiazdami                        | Polsat                                                            | Ósma                                                              | Martyna Kupczyk                                                   | 8. miejsce                                                        |                                                                   |

## Życie prywatne

Grób Żory Korolyova na cmentarzu komunalnym Północnym w Warszawie

W latach 2010–2017 był mężem Anny Kuznecowej, z którą miał córkę Sonię (ur. 29 grudnia 2010). Następnie aż do swojej śmierci był związany z Eweliną Bator.
Zmarł na skutek zapalenia mięśnia sercowego 21 grudnia 2021. 5 stycznia 2022 został pochowany na cmentarzu komunalnym Północnym w Warszawie.

## Filmografia
Opracowano na podstawie materiału źródłowego.
- 2007–2008: Egzamin z życia – tancerz Anatolij Romanow (odc. 94, 96–98, 100–101, 103–105, 107–108, 110–112)
- 2007–2009: Tylko miłość – Sasza Ivanov
- 2008–2009: Niania – Michał, model, chłopak, a później mąż Małgosi Skalskiej (odc. 118, 119, 123, 131)
- 2008: Kochaj i tańcz – tancerz, uczestnik „European Dance Show”
- 2011: Ojciec Mateusz – Robert (odc. 91)
- 2015: Słowik (film krótkometrażowy) – instruktor salsy